# 楢ノ木大学士の野宿

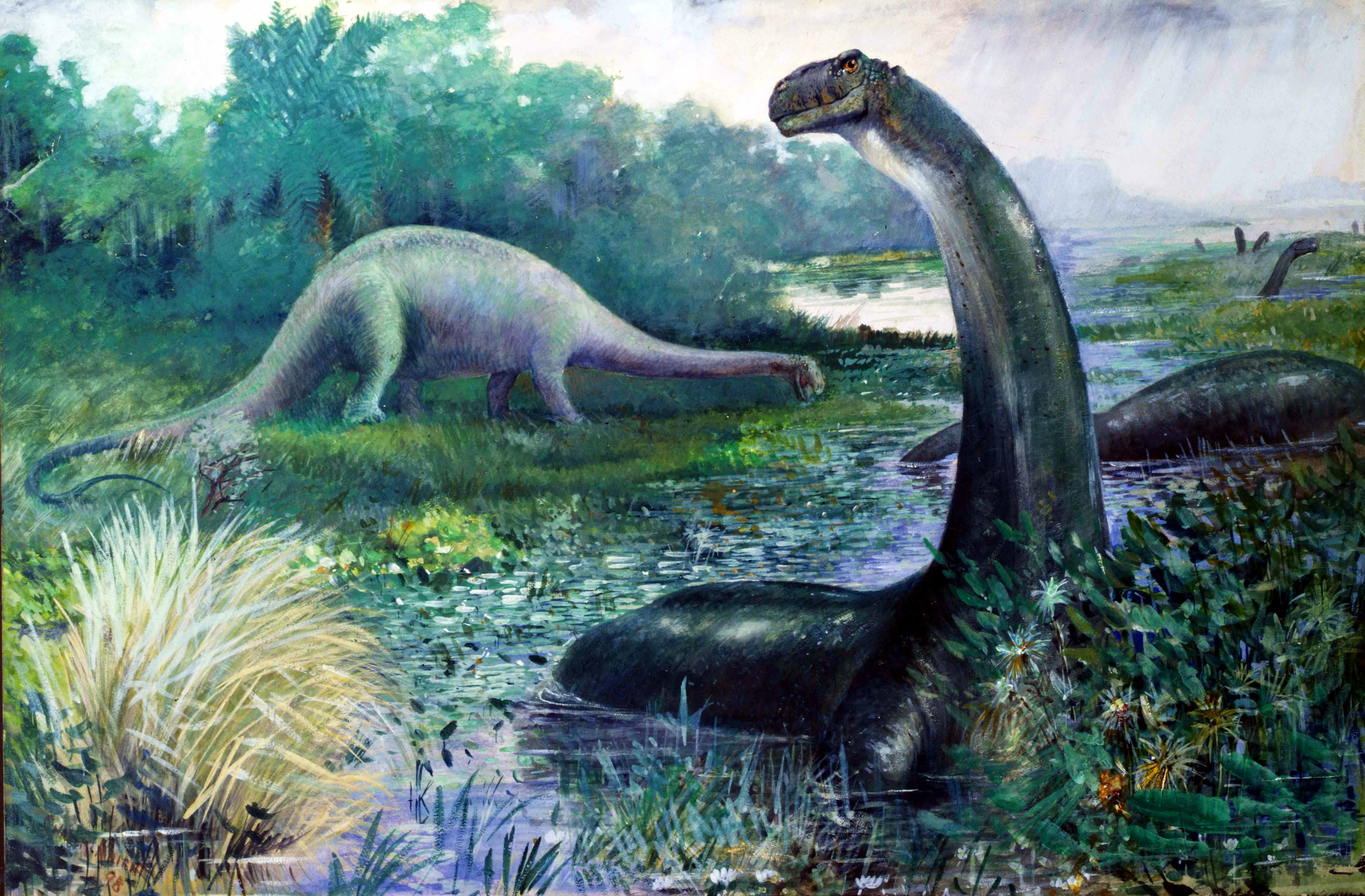
アパトサウルス（ブロントサウルス）

「楢ノ木大学士の野宿」（ならのきだいがくしののじゅく）は、宮沢賢治の童話である。賢治が亡くなった翌年（1934年）に発表された作品。

## あらすじ

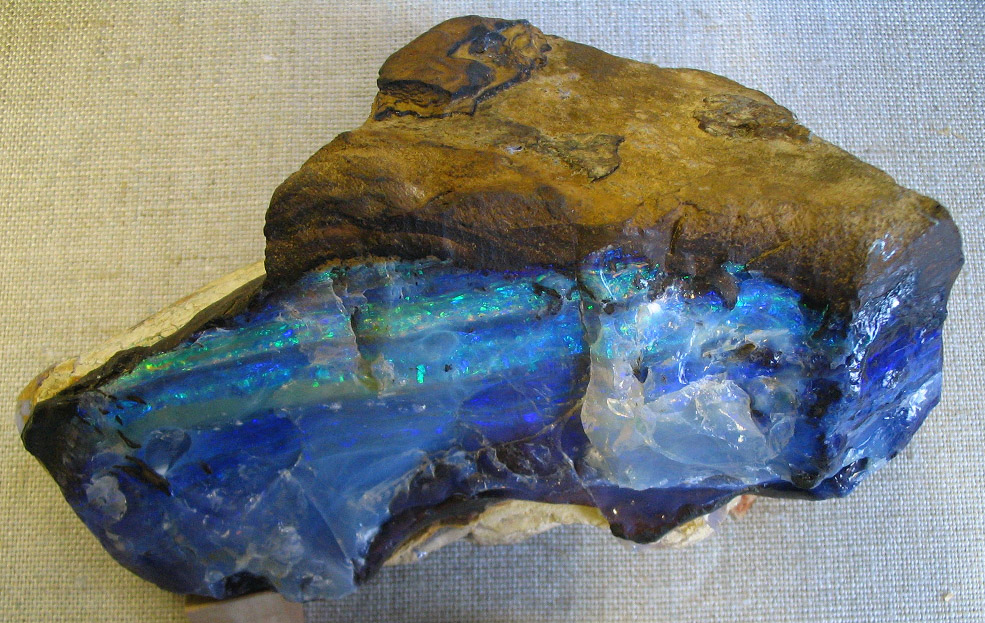
オパールの原石

宝石学の専門家の楢ノ木大学士の元に「貝の火兄弟商会」の支配人から上等の蛋白石（オパール）の納品依頼の話がまいこむ。
楢ノ木大学士は蛋白石の採取のため、上野駅から葛丸川の川原へと赴いた。早速川原の砂利を探し回るが収穫はなく、日が暮れ野宿を決める。夜空を相手に上機嫌で岩頸の講義をしているうちに、岩頸の兄弟の夢を見てしまう。
翌朝、大学士は熊出街道方面で、淡白石を探し回るが二日目も収穫はなく、石切場の穴に野宿することになる。明け方妙な声を聞いて大学士は目を覚ます。大学士が石切場の鉱物たちの会話に耳を傾けているうちに夜があける。
三日目も収穫はなく、次第に大学士は安請け合いしたことを後悔し始める。食事の一瞬まどろんだ後、目が覚めると夜が明けていて、白亜紀の地層で恐竜の化石探しが始まる。巨大な足跡をたどって行くと、突然生きた雷竜と出くわす。驚いた大学士が引き返すと、誤って雷竜の巣に踏み込んでしまう。大学士はあわてて高台に逃げるが雷竜に見つかり、追い詰められて食べられてしまう、というところで目が覚め、夢だと気づく。
自宅に戻った大学士のもとに「貝の火兄弟商会」の支配人がやってくる。大学士は「すばらしい蛋白石をたくさん見つけたが、全部背嚢に入れると身動きもできなくなるから、気の毒だったがその中からごくいいものだけを選んだ」と言いながら、下等な蛋白石を30個ばかり支配人に差し出した。「あんまりじゃありませんか」と怒る支配人に大学士は「何があんまりだ。僕の知ったこっちゃない。ひどい難儀をしてあるんだ。旅費さえ返せばそれでよかろう」と金の入った封筒を投げつけ、帰れと促した。支配人が帰った後、大学士は天井を斜めに見ながらにやっと笑った。

## 解説
- 宮沢賢治は宝石や鉱物、化石に詳しく、イギリス海岸で日本においてオニグルミの化石の実質の第一発見者となっている。雷竜とはアパトサウルス（ブロントサウルス）の和名である。当時日本には恐竜はいないとされていたが、1978年に岩手県東部の岩泉町茂師（もし）から、アパトサウルスと同じ竜脚類の恐竜化石（モシリュウ）が実際に発見されている。
- 第二夜に登場する鉱物の実際の名称と名前の関係は以下の通りである。
  - 角閃石 - 「ホンブレンさん」に相当。Hornblendeから。
  - 黒雲母 - 「バイオタさん」に相当。Biotiteから。
  - 磁鉄鉱 - 「ジッコさん」に相当。「じてっこう」から。
  - 正長石 - 「オーソクレさん」に相当。Orthoclaseから。
  - 斜長石 - 「プラジョさん」に相当。Plagioclaseから。
  - 石英 - 「クォーツさん」に相当。Quartzから。